# Spaans Florida
Spaans Florida was van de 16e eeuw tot het begin van de 19e eeuw een Spaanse kolonie in Noord-Amerika, en onderdeel van het vicekoninkrijk Nieuw-Spanje. 

## Ontdekking

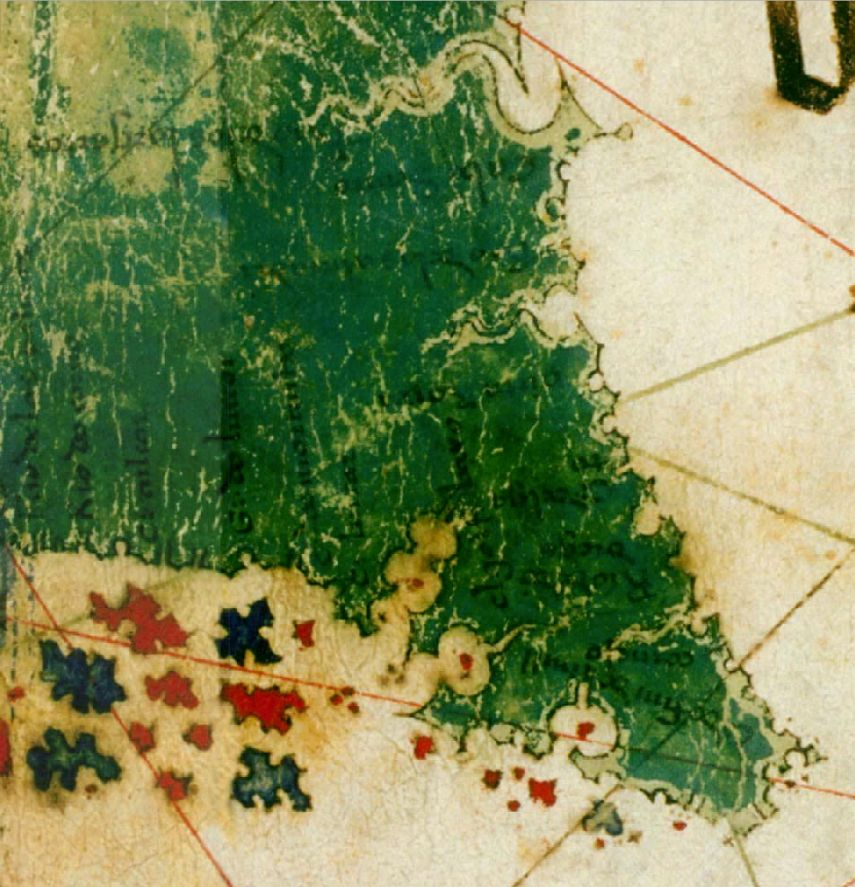
Florida op de kaart in de Cantino-planisfeer

De eerste Europeanen die Florida aandeden zijn waarschijnlijk anonieme Portugese zeilers, zo'n tien jaar nadat Christoffel Columbus Amerika had ontdekt. Florida staat op de Cantino-planisfeer, een wereldkaart die in 1502 verscheen. De eerste poging tot verdere verkenning vond tien jaar later plaats toen Juan Ponce de León, gouverneur van Puerto Rico, de opdracht kreeg van de Spaanse koning om te zoeken naar land boven Cuba. Op 2 april 1513 zette hij voet aan land in oostelijk Florida. Hij dacht dat hij een langwerpig eiland had ontdekt, claimde het gebied voor Spanje en noemde het gebied Florida. Dit is afgeleid van het Spaanse begrip Pascua Florida (vertaald: een feest van bloemen), dat gebruikt werd om de tijd rond de paasdagen te beschrijven. De expeditie vervolgde haar weg naar het zuiden om de kust verder in kaart te brengen en zette vervolgens weer koers naar Puerto Rico. In de jaren daarna deden verschillende andere Spaanse expedities Florida aan, waarbij soms groepen indianen tot slaven werden gemaakt.

## Kolonisatie
Ponce de León verliet in 1521 Cuba met twee schepen met daarop tweehonderd man om een nieuwe kolonie te vestigen op het Noord-Amerikaanse schiereiland, waarschijnlijk in de buurt van Charlotte Harbor. Daar kwamen ze in gevecht met indianen van de Calusa-stam en Ponce de León raakte daarbij dodelijk gewond. Een nieuwe poging om het gebied te koloniseren volgde in 1526. Zeshonderd kolonisten stichtten de kolonie San Miguel de Gualdape. De precieze locatie is echter onbekend. De nieuwe kolonie was ook geen lang leven beschoren, want ziekte, honger en aanvallen van lokale indianenstammen brachten een massale sterfte teweeg. Na drie maanden vertrokken de laatste honderdvijftig overlevenden.
Een nieuwe poging twee jaar later verliep al even desastreus. Pánfilo de Narváez was door Karel I van Spanje benoemd tot gouverneur van Florida. In 1528 vertrok hij vanuit Havana naar Florida. Op 12 april arriveerde hij bij de kust van Florida waar hij op 15 april ontscheepte. Op 1 mei trok hij met het grootste deel van zijn bemanning het binnenland in. Hij vond echter geen rijkdommen, en de vijandigheid van de lokale bevolking noopte hem om terug te keren. De (zelfgemaakte) boten kwamen echter in een storm terecht. Narváez en vrijwel alle bemanningsleden kwamen om. Onder de weinige overlevenden bevond zich Álvar Núñez Cabeza de Vaca die acht jaar lang door Noord-Amerika zwierf voordat hij de door Europeanen bewoonde wereld bereikte. Een ander expeditielid Juan Ortiz werd twaalf jaar gevangengehouden door indianen voordat hij wist te ontsnappen.

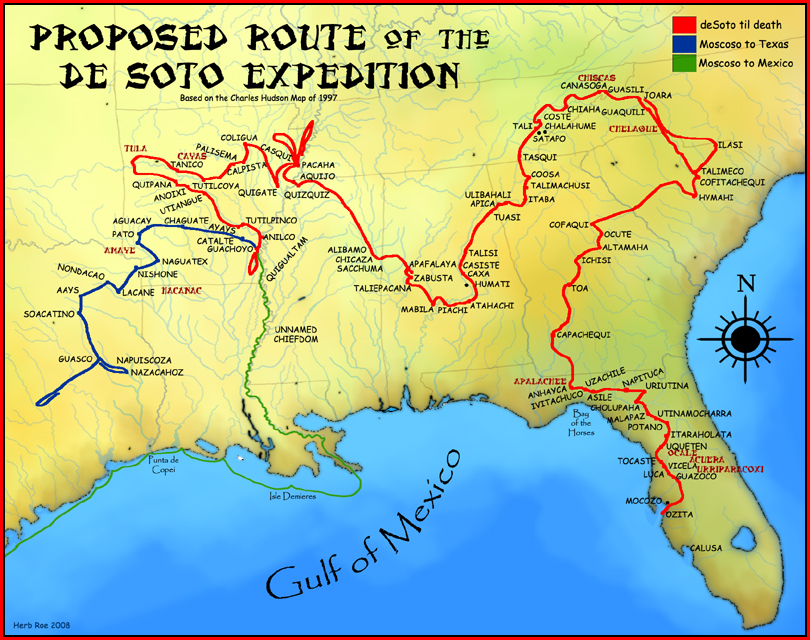
De veronderstelde route van De Soto

Hernando de Soto was een van Francisco Pizarro's belangrijkste legerleiders geweest bij de Spaanse verovering van het Inca-rijk en was naar Spanje teruggekeerd als een welvarend man. Hij werd benoemd tot gouverneur van Cuba en Florida en vormde een grote expeditie om Florida te veroveren. Toen zij bij Tampa Bay aan land gingen, vonden ze Juan Ortiz, die hun vertelde van de rijkdommen van de Apalachee, waaronder veel goud. Soto vormde een leger van vijfhonderdvijftig man en tweehonderd paarden en trok het binnenland in. Het land bleek al snel ongunstig door de vele moerassen en de hitte. Ook de contacten met de indianen waren niet optimaal en de Soto ging vaak wreed tekeer tegen hen.
In 1540 trok hij noordwaarts langs de Appalachen. De conquistadores werden vanwege hun wreedheden tegen de natuurlijke bewoners vaak aangevallen. De Soto trok naar het westen. Hier eiste hij 200 dragers van de Chickasaw-stam. De indianen weigerden en vielen de Spanjaarden 's nachts aan. Veertig man stierf maar de Soto werd toegestaan te vluchten. Hij bereikte de Mississippi die hij pas na een maand kon oversteken door vijandelijke indianen.
De expeditie raakte meer en meer verloren en keerde terug naar de Mississippi. Hier stierf de Soto aan een koortsaanval. Luis de Moscoso nam de leiding over. Hij trok eerst zuidwestwaarts, maar keerde vervolgens terug naar de Mississippi. Na nog een overwintering werden er schepen gebouwd, waarmee de conquistadores de rivier afvoeren en dan verder langs de kust naar Mexico voeren. Van de vijfhonderd vijftig man die eraan begon, zouden driehonderd en elf het overleven.
Hoewel de hoop om goud of andere rijkdommen te vinden in Florida verdween, zagen de Spanjaarden het als een belangrijk gebied om hun kolonies in de Caraïben en Mexico te verdedigen. Een nieuwe poging het gebied in te nemen in 1559 onder leiding van Tristán de Luna y Arellano mislukte echter ook, doordat een groot aantal schepen in een storm ten onder ging.

## Opkomst van andere Europese machten
Andere Europese machten begonnen zich intussen ook te roeren. Een Franse expeditie onder leiding van kapitein Jean Ribault stichtte in 1562 Charlesfort in het gebied dat nu bekendstaat als Parris Island, South Carolina. Het was het begin van Frans Florida. De Reformatieoorlogen zorgden er echter voor dat Ribault niet direct kon terugkeren om de kolonie te bevoorraden.  De Spanjaarden gingen intussen op verkenning naar Charlesfort. Wat nog restte van Charlesfort, staken ze in brand (1564). De Spaanse nederzetting Santa Elena kwam in de plaats van Charlesfort.

Twee jaar later stichtten de Fransen Fort Caroline, op de plek van het hedendaagse Jacksonville, Florida. Verscheidene Fransen kozen voor piraterij en vielen verschillende Spaanse schepen aan. Daardoor werden Spanjaarden zich bewust van de Franse aanwezigheid in de regio.
In diezelfde tijd had koning Filips II van Spanje Pedro Menéndez de Avilés naar Amerika gestuurd met de opdracht dat hij alle niet-Spanjaarden moest weren in het gebied dat liep van Newfoundland tot aan St. Joseph Bay aan de noordkust van de Golf van Mexico. Menéndez de Avilés arriveerde in 1565 in Florida en stichtte de nederzetting St. Augustine, vandaag de dag de oudste door Europeanen bewoonde stad. Ribault trok eropuit om de nieuwe Spaanse nederzetting aan te vallen, maar zijn schip verging in een storm. De Spanjaarden vielen intussen Fort Caroline aan en lieten alleen de vrouwen en kinderen in leven. Toen de Spanjaarden op de terugweg zuidwaarts een aantal Franse schipbreukelingen aantroffen executeerden ze die allemaal. De Spanjaarden noemden Fort Caroline voortaan Fort San Mateo, maar twee jaar later heroverde Dominique de Gourgues het fort en bracht alle Spaanse verdedigers om het leven.
De Spanjaarden begonnen op dezelfde plek een nieuwe kolonie. Die nederzetting diende in de jaren daarna als uitvalsbasis voor andere expedities, tot zo ver als het oosten van Tennessee. De Engelse kapitein Francis Drake viel St. Augustine in 1586 aan en brandde de nederzetting plat, terwijl hij net daarvoor Santo Dominigo en Caragena had overvallen. Zijn aanvallen legden het Spaanse onvermogen om de eigen gebieden te verdedigen bloot.
In de eerste helft van de 17e eeuw maakte Spaans Florida een relatief rustige periode door. Gouverneur Pedro de lbarra slaagde erin een vrede te sluiten met de indianenstammen ten zuiden van St. Augustine. De Jezuïeten en Franciscanen hadden verschillende missieposten in het gebied. De Apalachee kwamen in februari 1647 in opstand tegen de Spanjaarden. Veel van hen werden daarna gedwongen om te werken als slaaf op publieke projecten en op de grote Spaanse ranches. De Timicua-stam kwam in 1656 in opstand en viel verschillende missieposten aan. Tegelijkertijd trokken veel Engelse en Schotse pioniers vanuit Carolina en Virginia het gebied binnen waardoor de Spaanse grens steeds verder naar het zuiden verschoof. Dit kwam mede omdat de Britse kolonisten Spaanse nederzettingen begonnen aan te vallen, waaronder St. Augustine in 1704. Langs de westelijke grens van Spaans Florida, rond de Mississippi, begonnen zich Franse kolonisten te vestigen, waardoor de Spaanse kolonie ingesloten raakte.

## In handen van Groot-Brittannië
Spanje droeg Florida in 1763 over aan Groot-Brittannië in ruil voor de Cubaanse hoofdstad Havana die de Britten tijdens de Zevenjarige Oorlog hadden veroverd. Groot-Brittannië vond het nieuwe gebied te groot voor één bestuurseenheid en verdeelde daarom Florida in twee gebieden, West-Florida en Oost-Florida, waarbij de Apalachicola gold als grens. De Britten begonnen snel met het aantrekken van kolonisten en boden gratis land aan en financiële garanties. In deze periode migreerden de Creek-indianen naar Florida, wat uiteindelijk leidde tot het ontstaan van Seminole-indianen. Er was namelijk veel ruimte omdat een groot deel van de Spaanse bevolking was weggetrokken. Veel van de indianenstammen die het gebied voorheen bevolkten waren in de loop van de jaren sterk in omvang afgenomen door ziektes en oorlogen.

## Terug in Spaanse handen
Tijdens de Amerikaanse Onafhankelijkheidsoorlog hield Groot-Brittannië Oost-Florida in handen, maar de Spanjaarden, op dat moment een bondgenoot van Frankrijk dat in oorlog was met de Britten, veroverden het grootste deel van West-Florida. Aan het einde van de oorlog werd in het Verdrag van Parijs afgesproken dat geheel Florida in Spaanse handen zou vallen, zonder dat duidelijk de grenzen van het gebied werden aangegeven in het verdrag tussen Spanje en Groot-Brittannië. Spanje ging er daarom van uit dat Florida dezelfde omvang had als voor 1763. De westgrens zou dan lopen op breedtegraad 32° 22′. In het onderdeel van het verdrag tussen Groot-Brittannië en de Verenigde Staten werd echter gesproken over breedtegraad 31°. Daar hielden de Verenigde Staten aan vast, maar Spanje begon rustig met de bouw van een aantal forten ver over de 31e breedtegraad. Spanje wilde snel een oplossing, maar de Verenigde Staten besloot het conflict zo lang mogelijk te rekken, omdat ze wist dat zij steeds sterker werd en het daardoor een kwestie van tijd zou zijn voordat de Spanjaarden akkoord moesten gaan. In 1795 sloot Spanje een verdrag met de Verenigde Staten waarbij zij zich neerlegde bij de door de Amerikanen gewenste grens, namelijk de 31e breedtegraad.

## Onenigheid met de Verenigde Staten

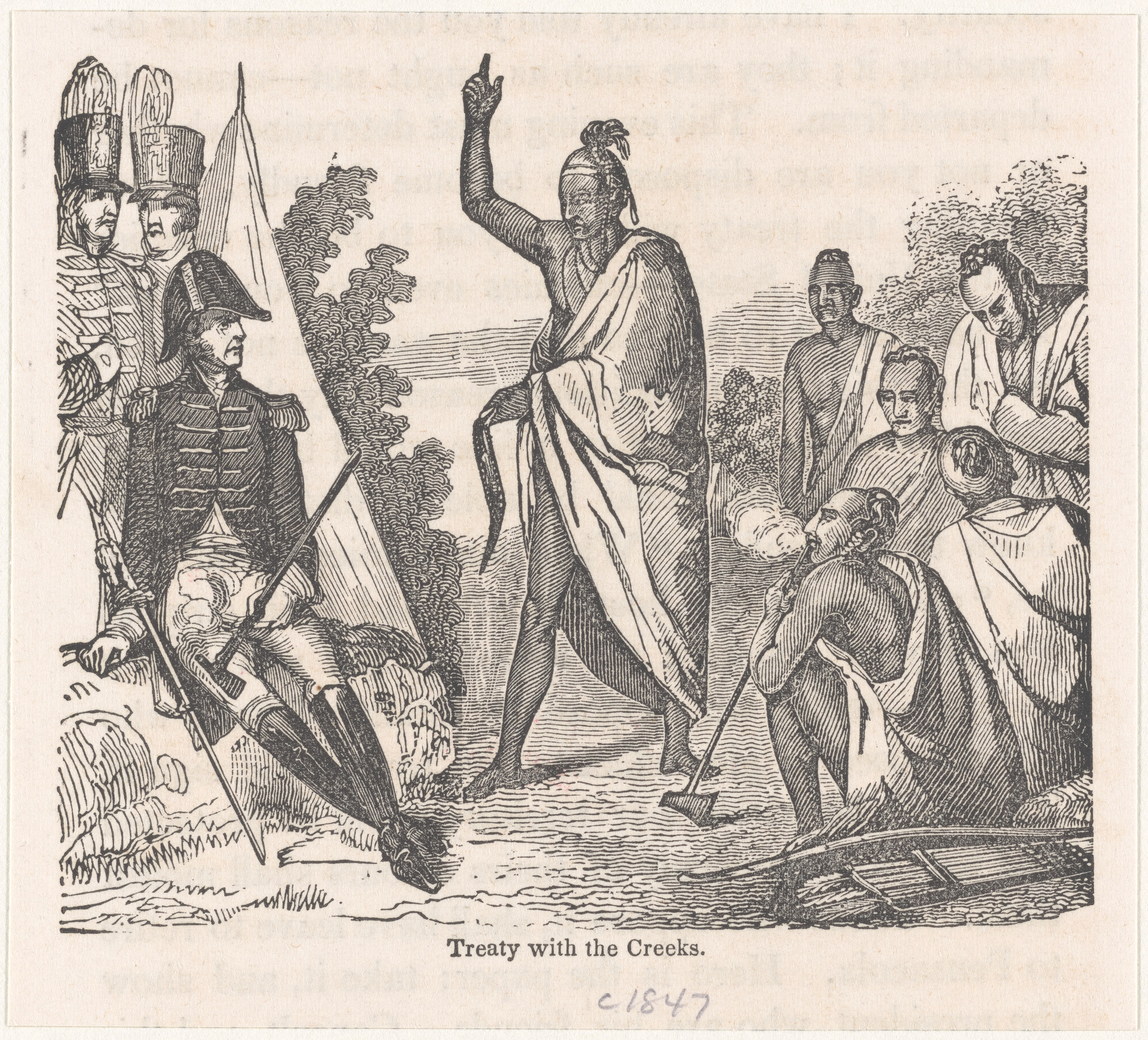
Jackson in onderhandeling met de Creek-indianen

Aan het begin van de 19e eeuw bood Spanje grote stukken land aan in de hoop zowel kolonisten vanuit Spanje als de Verenigde Staten te trekken. Nadat kolonisten indianennederzettingen hadden aangevallen begonnen indianenstammen op hun beurt de Amerikaanse staat Georgia binnen te vallen, waarschijnlijk ook op aandringen van Spanje. Het Amerikaanse leger ondernam steeds vaker tegenaanvallen in Florida. Dit mondde uiteindelijk uit in de Seminoleoorlog, waarbij de Amerikanen onder leiding van de latere president Andrew Jackson het grootste deel van Oost-Florida bezetten. Veel Amerikanen waren intussen over de grote aanwezigheid van gewapende, gevluchte slaven die bekend kwamen te staan als de Zwarte Seminoles.

## Verkoop aan de Verenigde Staten
De Amerikaanse minister van Buitenlandse Zaken John Quincy Adams en Luis de Onís, de Spaanse minister van Buitenlandse Zaken, sloten in 1819 het Adams-Onísverdrag waarin Spanje Florida voor vijf miljoen dollar verkocht aan de Verenigde Staten. In ruil gaven de Verenigde Staten hun claim op Texas op. De overdracht werd officieel op 17 juli 1821. Voordat het zo ver was weken honderden Zwarte Seminoles uit naar de Bahama's om te voorkomen dat ze weer in slavernij raakten.